# Krikor H. Zambaccian
Krikor H. Zambaccian (n. 6 februarie 1889, Constanța – d. 18 septembrie 1962, București) a fost un colecționar și critic de artă român, de etnie armean. A fost membru corespondent al Academiei Române. A scris monografiile lui Nicolae Grigorescu, Gheorghe Petrașcu, Nicolae Tonitza, precum și volumele de eseuri „Pagini de artă”, „Însemnările unui amator de artă”, etc.
Sprijinitor al multor artiști de seamă, Zambaccian a adunat o valoroasă și bogată colecție de tablouri, care se regăsește în Muzeul Zambaccian. Mai mult decât atât, Krikor Zambaccian a inventat conceptul de consignație de artă după cel de-al doilea Război Mondial, deschizând primul magazin de acest tip pe Calea Victoriei, în București, denumit Romarta (Arta Românească)..

## Biografie
Krikor H. Zambaccian s-a născut în Constanța într-o familie de armeni, Hagop K. Zambaccian și Anita. A avut un frate Onik care a fost tatăl lui Marcel Zambaccian. Tatăl lui Krikor (n. 1860),  era originar din Cezareea Capadociei și era de meserie contabil la o casă de negoț de fire și țesături de import din Occident. Primul contact cu viața antică prin teatru, așa cum declară el însuși, a avut-o la vârsta de unsprezece ani cu ocazia unei reprezentanțe a piesei Ovidiu de Vasile Alecsandri dată de o trupă de artiști din Iași, din care făceau parte și Aglaia Pruteanu și State Dragomir.
Krikor a făcut cursurile secundare la București, în același timp ducând o viață boemă în care frecventa festivitățile de la Ateneu, expoziții de artă și Pinacotecă. Ajunge astfel la vârsta de șaisprezece ani, când era extaziat de Wagner și Beethoven dar nu înțelegea grandoarea lui Michelangelo, Rembrandt sau Velasquez. Prima sa achiziție a fost o cromolithografie numită Beethoven, după Balastrieri, pe care a cumpărat-o cu cinci lei și a agățat-o deasupra patului. A doua achiziție a sa, a fost un ghips executat de către un italian ambulant ce reprezenta masca lui Beethoven și care a costat doi lei. Cele două piese au reprezentat începutul de colecție a lui Krikor.
Primul contact cu arta l-a reprezentat mărcile jubiliare ale Olimpiadei din 1896 care erau 11 reproduceri de statui antice. Cu ocazia expozițiilor de pictură care se organizau la Constanța a achiziționat o marină de Dimitrie Florian pentru cincizeci de lei și două acuarele de Gore Mircescu. Cu ocazia Expoziției Jubiliare care s-a organizat la Palatul Artelor din anul 1906, lui Krikor H.Zambaccian i-a venit ideea de a achiziționa lucrări de Nicolae Grigorescu, Vermont, Verona și Kimon Lughi. Pentru îndeplinirea acestui deziderat, Krikor îi cere tatălui său 500 lei și îi arată cronicile gazetelor de critică și cumpără peisajul numit "Seceriș".
În anul 1907 se înscrie la Institutul superior de comerț din Anvers și mai apoi la cel de la Paris. Aici ia contact cu arta occidentală fiind puternic impresionat de Cézanne și curentul impresionist. Cumpără cărți de artă, ia contact cu mediile artistice, vizitează expoziții și muzee, frecventează saloanele literare și cafenelele unde se întâlneau artiștii. Îi cunoaște în această perioadă pe Matisse, Derain, Bonnard și Dufy. Întorcându-se la București, frecventează mediile artistice ale anilor 1920 - 1950, interval în care colecționează lucrări de artă contemporană ale pictorilor deja consacrați, dar și ale unora debutanți, care după încetarea primului război mondial se încadrau în Societatea Arta Română. În perioada 1914 - 1918 achiziționează lucrări semnate de Ion Theodorescu-Sion și C. Ressu.
Krikor H. Zambaccian achiziționează multe lucrări ale artiștilor tineri: Nicolae Tonitza, Iosif Iser, Alexandru Ciucurencu, Gheorghe Petrașcu, Theodor Pallady și Ion Andreescu. De la Petrașcu cumpără, începând din 1925, "Autoportret" cu suma de 50.000 lei și o natură moartă pentru 35.000 lei. Krikor considera că arta lui Petrașcu este similară cu cea a lui Francisco Zurbarán și José de Ribera.
În 1927 cumpără "Iarna la Barbizon" a lui Andreescu cu 150.000 lei, o sumă uriașa în acea vreme, echivalentul contravalorii unui apartament. După un timp achiziționează peisaj "Pădurea desfrunzită" de același autor. Colecția sa de tablouri s-a îmbogățit succesiv cu lucrări ca "Intrarea în pădurea de la Fontainebleau" (100,000 lei) și "Portret de femeie bălaie", "Pe malul Siretului" și "Peisaj la Posada" semnate de Nicolae Grigrorescu. Acestora le-au urmat "Peisaj de la Moinești", "Tufănele cu ulcică", "Lăutul", "Trandafiri albi", "Flori pe scări", "Autoportret", "Cap de copil" și "Laura Cocea" semnate de Ștefan Luchian. Theodor Pallady a întregit colecția cu "Pont Neuf" și "Noutățile zilei" precum și altele pe care Zambaccian le cumpăra cu fiecare ocazie de expoziție pe care Pallady o făcea. Nicolae Tonitza îi vinde "Nud", "Katiușa Lipoveanca", "Portretul lui Gala Galaction", "Nud pe fond decorativ", "Nina în interior verde", "Nud de adolescentă șezând", "Copil în roșu".
A fost foarte bun prieten cu I. Theodorescu-Sion, Oscar Han, Theodor Pallady, C. Ressu, Gheorghe Petrașcu și Nicolae Tonitza.

## Donația Zambaccian

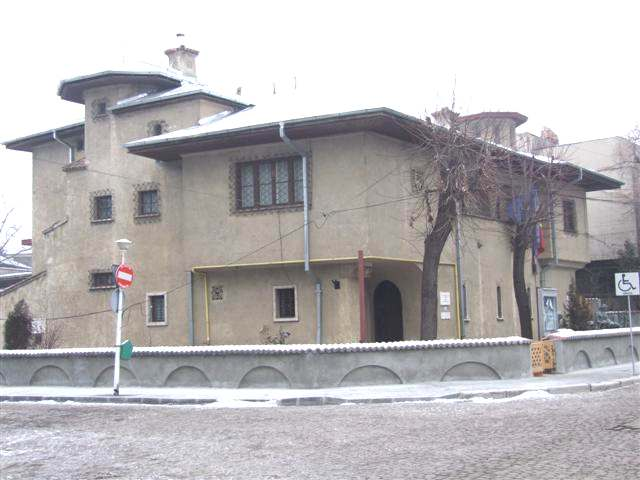
Muzeul Zambaccian

Krikor H. Zambaccian a fost un adevărat Mecena al timpului său și un foarte valoros critic de artă. El a întrunit în timpul vieții sale una dintre cele mai bogate, valoroase și frumoase colecții de artă din România. Colecția cuprindea o mulțime de lucrări de sculptură, pictură, grafică și mobilier. Toată colecția sa a donat-o statului român pe parcursul a trei etape după cum urmează: prima a cuprins lucrări donate în anul 1947 (205 picturi, 38 sculpturi, 8 piese de mobilier și casa sa din Strada Ing. Al. Davidescu Nr. 21 Bis, din București), a doua în anul 1957 și ultimele exponate au fost dăruite în anul 1962. Pe lângă toate lucrările și obiectele pe care le-a donat, Krikor Zambaccian a cedat statului și drepturile sale de proprietate asupra casei în care a locuit și care a fost folosită și ca spațiu de expunere a colecțiilor sale. Casa a fost construită pe baza planurilor arhitectului C.D. Galin și, ea, a fost deschisă amatorilor de artă câte o zi pe săptămână, începând din anul 1942. În vederea măririi spațiului de expunere a obiectelor de artă, Krikor a efectuat ample lucrări de reamenajare în anul 1957.
Colecția lui Krikor Zambaccian este constituită din obiecte de artă românească de o calitate excepțională și ea se erijează practic într-o importantă și valoroasă istorie a picturii românești. Ea cuprinde capodopere de netăgăduit a maeștrilor din secolul al XIX-lea și începutul secolului al XX-lea cum au fost Luchian (Lăutul, Scară cu flori, Tufănele în ulcică),  Theodor Aman (Autoportret), Ion Andreescu (Iarna la Barbizon), Nicolae Grigorescu (Intrare în pădurea Fontainbleau, Peisaj din Bretagne, Portret de femeie). Perioada interbelică este reprezentată în colecție prin capodopere semnate de către Theodor Pallady (Natură statică cu mănușă neagră), Nicolae Tonitza (Katiușa lipoveanca, Nina în verde),  Gheorghe Petrașcu (Autoportret cu beretă roșie, Natură statică, Portretul lui Zambaccian), Camil Ressu, Iosif Iser, Nicolae Dărăscu.
Ca Mecena al epocii sale, Krikor H. Zambaccian descoperea și lansa pictori și sculptori, dădea comenzi speciale artiștilor aflați la începutul carierei și achiziționa cele mai valoroase opere create de aceștia, precum Alexandru Padina, Ion Țuculescu, Corneliu Baba, Alexandru Ciucurencu, Horia Damian. Sculpturile existente ca exponate în colecția sa erau create de Brâncuși (Cap de copil), Milița Petrașcu, Dimitrie Paciurea (Bust de femeie), Cornel Medrea și Oscar Han (Arcașul).
În anul 2008, casa sa aflată în postura de Muzeu a intrat într-un proces de renovare și consolidare a clădirii și o mare parte din lucrări au fost restaurate. Astăzi, pe lângă lucrările de artă românească sunt expuse și pânze ale școlii franceze reprezentate de către Corot, Alfred Sisley, Delacroix, Renoir, Paul Cézanne, Henri Matisse, Picasso, Maurice Utrillo, Pierre Bonnard, Albert Marquet, Pissarro.
Muzeul Zambaccian a fost inaugurat în anul 1947 și Krikor Zambaccian a fost decorat de către Regele Mihai.
În cartea sa Însemnările unui amator de artă, marele colecționar face la final o declarație de donație și dragoste față de arta românească, după cum urmează:
| “ | La începutul anului 1947, în luna martie, m-am hotărât să dăruiesc colecția mea de artă românească... E în dragostea aceasta a formelor și a culorilor ceva care depășește pe cea a simțurilor singure, ceva care purifică și ne poartă spre seninătate. Am ajuns să înțeleg înțelepciunea celor vechi, prin liniile Partenonului. Mi-am dat seama de năzuințele Renașterii, prin fresca lui Rafael, "Școala din Atena", aceste opere ne uimesc după cum ne înmărmurește exactitatea mișcării astrelor pe bolta cerească. Voi, care v-ați antrenat în subtilitățile paletei și v-ați legănat în ritmuri, veți conveni cu mine că dragostea de formă și de lumină sunt atracții tot atât de puternice ca și cea planetară. M-am întrebat uneori dacă omenirea va ajunge să mai dea un Partenon, dacă se mai poate depăși ceea ce este unic, dacă se mai pot realiza fresce ca cele ale lui Michelangelo de la Vatican? Răspunsul mi l-au dat operele unor contemporani, căci nu mai e nevoie să repetăm formele celor vechi, dar să rămânem în spiritul lor. Pe meleagurile noastre a luminat Luchian și dacă mi se va atribui un merit va fi și acela că i-am închinat un altar. Am dăruit poporului colecția mea de artă, deoarece și talentele pe care le-am întrunit sunt ale poporului, ele fac mândria lui, altfel aș fi trădat și poporul și pe artiștii cărora le-am cules rodul. Pe pragul unei lumi noi, aduc acestui popor, izvor nesecat de energii și elanuri, în mijlocul căruia am văzut lumina zilei, omagiul meu recunoscător pentru ideile generoase pe care mi le-a inspirat. | ” |

## Distincții
- Ordinul Muncii clasa I (15 mai 1957) „pentru merite deosebite în activitatea artistică, pedagogică, precum și în munca din alte domenii ale culturii, [...] cu prilejul împlinirii a 70 de ani de viață”[6]

## Caracterizări
- Nepotul lui Krikor Zambaccian, Marcel Zambaccian, povestește despre unchiul său:

| “ | Krikor Zambaccian era un maniac. Iubea tablourile mai mult decât propria familie. Dacă ar fi fost să aleagă între a a da un tablou la care ținea foarte mult sau a i se tăia degetele de la mână, [ar] opta pentru tăierea degetelor. Tata era altfel, era cel care dirija banii familiei. Exasperat de excesele lui Krikor, care dezechilibra bugetul afacerilor, tata a vrut, la un moment dat, să-și retragă cota parte și să-l lase pe frate-său singur. Nu l-a lăsat însă bunica. | ” |

## Lucrări publicate
- Pagini de artă, București, Editura Casa Școalelor, 1943
- Gheorghe Petrașcu, București, Editura Cartea Româneasca, 1945
- Nicolae Grigorescu, București, Editura Cartea Româneasca, 1945
- Theodor Pallady, București, Editura Casa Școalelor, 1945
- Nicolae Tonitza, București, Editura de Stat pentru Literatură și Artă, 1955
- Însemnările unui amator de artă, București, Editura de Stat pentru Literatură și Artă, 1957
- Corneliu Medrea, București, Editura de Stat pentru Literatură și Artă, 1957
- Corneliu Baba, Editura de Stat pentru Literatură și Artă, 1958
- Pagini despre artă (postum), București, Editura Meridiane, 1965